# Canton de Châtillon-en-Bazois
Le canton de Châtillon-en-Bazois est une ancienne division administrative française située dans le département de la Nièvre en région Bourgogne-Franche-Comté.

## Géographie
Organisé autour de Châtillon-en-Bazois, il est l'un des six cantons de l'arrondissement de Château-Chinon (Ville). Son altitude varie de 202 m (Montigny-sur-Canne) à 396 m (Aunay-en-Bazois), pour une altitude moyenne de 250 m.

## Représentation

### Conseillers généraux de 1833 à 2015
| Période | Période      | Identité                                                     | Étiquette                     | Qualité |
| ------- | ------------ | ------------------------------------------------------------ | ----------------------------- | --- |
| 1833    | 1835 (décès) | Charles Edme Pierre Leclerc de Juvigny                       |                               | Juge de paix à Châtillon-en-Bazois                                                                                         |
| 1835    | 1836         | Louis Léonard Bellon de Chassy (1808-1879)                   |                               | Ancien lieutenant au 69ème de ligne Maire d'Alluy                                                                          |
| 1836    | 1848         | Edme Philibert Pelletier d'Abon (1796-1859)                  |                               | Avoué puis avocat à Bourges Maire de Maux                                                                                  |
| 1848    | 1863 (décès) | Etienne Joseph Léonard Ravault                               |                               | Agriculteur, maire d'Achun                                                                                                 |
| 1863    | 1870         | Léon Leclerc de Juvigny (fils de Charles Leclerc de Juvigny) |                               | Maire d'Alluy, conseiller d'arrondissement                                                                                 |
| 1870    | 1871         | Xavier-Edmond, Comte de Seguin-Pazzis, Marquis d'Aubignan    |                               | Officier de cavalerie, Capitaine de lanciers Propriétaire à Ougny                                                          |
| 1871    | 1895         | Marquis Richard de Pracomtal (1831-1899)                     | Droite                        | Propriétaire, maire de Châtillon-en-Bazois (1874-1878)                                                                     |
| 1895    | 1918 (décès) | Charles Stephen Le Peletier, Comte d'Aunay                   | Gauche démocratique (Radical) | Diplomate - Sénateur (1898-1918) Président du Conseil Général Maire d'Aunay (1886-1918)                                    |
| 1919    | 1940         | Paul Perrin                                                  | URD                           | Médecin - Maire de Dun-sur-Grandry                                                                                         |
|         |              |                                                              |                               | |
| 1945    | 1951         | Pierre Perrin                                                | DVD                           | Médecin à Châtillon-en-Bazois                                                                                              |
| 1951    | 1970 (décès) | Louis Dubois                                                 | UDSR puis SFIO                | Médecin - Député (mars-décembre 1958) Maire de Châtillon-en-Bazois (1953-1965)                                             |
| 1970    | 1973 (décès) | Pierre Saury (1906-1973)                                     | CIR puis PS                   | Instituteur puis commissaire de police Député-Suppléant de François Mitterrand Propriétaire à Châtillon-en-Bazois          |
| 1973    | 1982         | Paule Saury (épouse du précédent)                            | PS                            | Propriétaire à Châtillon-en-Bazois                                                                                         |
| 1982    | [2001        | Eugène Teisseire                                             | PS                            | Instituteur Chargé de mission - Député (1983-1986) Conseiller régional Maire d'Alluy (1983-2008)                           |
| 2001    | 2015         | Bernard Martin                                               | PS                            | Maire de Biches (1983-2014) Président de la Communauté de Communes du Bazois Vice-Président du Conseil Général (2011-2015) |

### Conseillers d'arrondissement (de 1833 à 1940)
| Période                                  | Période      | Identité                           | Étiquette           | Qualité |
| ---------------------------------------- | ------------ | ---------------------------------- | ------------------- | --- |
| 1833                                     | 1839         | Pierre Balandreau                  |                     | Propriétaire à Limanton                                                                                     |
| 1839                                     | 1848 (décès) | Jacques Adolphe Massin (1806-1848) |                     | Propriétaire à Montigny-les-Cannes, maire de Limanton                                                       |
|                                          |              |                                    |                     | |
| 1855                                     | 1863         | Léon Leclerc de Juvigny            |                     | Propriétaire, maire d'Alluy                                                                                 |
|                                          |              |                                    |                     | |
| 1877                                     |              | M. Massin                          |                     | |
| 1877                                     |              | M. Ravault                         |                     | |
| 1886                                     | 1892         | Édouard Comte                      | Droite              | Propriétaire à Frasnay-Reugny, maire de Châtillon-en-Bazois                                                 |
| 1892                                     | 1898         | Pierre Ravizy                      | Républicain         | Délégué cantonal, Châtillon-en-Bazois                                                                       |
| 1898                                     | 1904         | Paul Perrin                        | Républicain         | Médecin, Dun-sur-Grandry                                                                                    |
| 1904                                     | 1910         | Ludovic Léger                      | Radical             | Maire de Châtillon-en-Bazois (1901-1928)                                                                    |
| 1910                                     | 1919         | Paul Perrin                        | Républicain libéral | Médecin, Dun-sur-Grandry                                                                                    |
| 1919                                     | 1928         | Alfred Ruhlmann (1881-?)           | SFIO puis PC-SFIC   | Facteur à Châtillon-en-Bazois, domicilié à Mont-et-Marré                                                    |
| 1928                                     | 1934         | Jean Gautheron                     | SFIO                | Sabotier, adjoint au maire de Châtillon-en-Bazois                                                           |
| 1934                                     | 1940         | Marquis Jean de Pracomtal          | Indépendant         | Lieutenant-colonel d'infanterie, propriétaire à Châtillon-en-Bazois                                         |
| 1940                                     |              |                                    |                     | Les conseils d'arrondissement ont été suspendus par la loi du 12 octobre 1940 et n'ont jamais été réactivés |
| Les données manquantes sont à compléter. |              |                                    |                     | |

## Composition
Le canton de Châtillon-en-Bazois groupait 15 communes et comptait 3 854 habitants (population municipale de 2006).
| Communes            | Population (2012) | Code postal | Code Insee |
| ------------------- | ----------------- | ----------- | ---------- |
| Achun               | 151               | 58110       | 58001      |
| Alluy               | 423               | 58110       | 58004      |
| Aunay-en-Bazois     | 279               | 58110       | 58017      |
| Bazolles            | 272               | 58110       | 58024      |
| Biches              | 331               | 58110       | 58030      |
| Brinay              | 148               | 58110       | 58040      |
| Châtillon-en-Bazois | 986               | 58110       | 58065      |
| Chougny             | 83                | 58110       | 58076      |
| Dun-sur-Grandry     | 151               | 58110       | 58107      |
| Limanton            | 259               | 58290       | 58142      |
| Mont-et-Marré       | 163               | 58110       | 58175      |
| Montigny-sur-Canne  | 172               | 58340       | 58178      |
| Ougny               | 45                | 58110       | 58202      |
| Tamnay-en-Bazois    | 182               | 58110       | 58285      |
| Tintury             | 209               | 58110       | 58292      |

## Démographie
| 1962  | 1968  | 1975  | 1982  | 1990  | 1999  | 2006  | 2007  | 2008  | 2009 |
| ----- | ----- | ----- | ----- | ----- | ----- | ----- | ----- | ----- | ---- |
| 5 131 | 5 582 | 5 025 | 4 572 | 4 142 | 3 933 | 3 854 | 3 856 | 3 864 | -    |

Histogramme de l'évolution démographique depuis 1962 :